# Epimétheus
Epimétheus (řecky Ἐπιμηθεύς, latinsky Epimetheus) je v řecké mytologii Titánem. Je synem Titána Íapeta a Klymené, dcery Titána Ókeana.
Jeho bratry jsou Atlás, Prométheus, a Menoitios. Epimétheus je otcem Pyrrhy, pozdější manželky Deukalióna.
Když jeho bratr Prométheus dal lidem oheň, ukradený bohům, lidé se od něho naučili různá řemesla i umění a žili šťastně, až se to bohům přestávalo líbit. Nejvyšší bůh Zeus proto nařídil, aby Héfaistos, božský kovář, vytvořil z hlíny a vody dívku, jejíž kráse nikdo neodolá. Bohové jí dali jméno Pandóra a obdarovali ji dary, mezi nimi však také nemocemi, bědami, zlem a jinými neřestmi.
Bůh Hermés ji doprovodil na zem k Epimétheovi, kterého Prométheus varoval, aby nebral všechno, co bohové dávají. Ale Epimétheus neposlechl a vzal si ji za ženu. Netrvalo dlouho a Pandóra splnila příkaz bohů: otevřela skříňku s jejich dary a všechny ty bědy, svízele a nemoci se rozletěly do světa. Na dně skříňky zůstala jedině naděje.

## Odraz v umění
- Aischylova tragédie Spoutaný Prométheus (kolem r. 470 př. n. l.), který vyjádřil myšlenku, že zlo, bída a utrpení lidstva je z vůle bohů, často i záměrné